# Hugo Leichtentritt
Hugo Leichtentritt (ur. 1 stycznia 1874 w Pleszewie, zm. 13 listopada 1951 w Cambridge w stanie Massachusetts) – niemiecki muzykolog i kompozytor.

## Życiorys
Od 1889 roku przebywał w Stanach Zjednoczonych. Uczył się na Uniwersytecie Harvarda u Johna Knowlesa Paine’a (dyplom 1894). Studia kontynuował w Paryżu (1894–1895) i w Hochschule für Musik Berlinie (1895–1898). Następnie studiował pod kierunkiem Oscara Fleischera i Maxa Friedlaendera na Uniwersytecie Berlińskim, w 1901 roku uzyskując tytuł doktora na podstawie dysertacji Reinhard Keiser in seinen Opern: Ein Beitrag zur Geschichte der frühen deutschen Oper. Od 1901 do 1924 roku był wykładowcą w Klindworth-Scharwenka Konservatorium w Berlinie, przez szereg lat pisywał też artykuły muzyczne do czasopism niemieckich i amerykańskich. W 1933 roku zmuszony do opuszczenia Niemiec, wrócił do Stanów Zjednoczonych, gdzie wykładał na Uniwersytecie Harvarda (1933–1940) i na Uniwersytecie Nowojorskim (1940–1944).

## Twórczość
Działalność muzykologiczna Leichtentritta ma charakter popularno-naukowy, cechuje ją pragmatyzm. Przejąwszy od Hugo Riemanna metodę analizy skupił się na wydzielaniu ugrupowań dźwiękowych, za podstawę logiki architektonicznej dzieła muzycznego przyjmując szeregowanie liczby taktów. Pojęcia i zasady muzyczne wiązał z estetyką wyrazu i psychologią dźwięku, w przeciwieństwie do wielkich muzykologów XIX wieku nie wiązał nauki o formach muzycznych z nauką reguł komponowania. 
Poza działalnością muzykologiczną zajmował się także komponowaniem, był autorem opery komicznej Der Sizilianer (wyst. Fryburg Bryzgowijski 1920), symfonii, koncertów skrzypcowego, wiolonczelowego i fortepianowego, a także utworów kameralnych, fortepianowych i pieśni. Jego kompozycje nie zdobyły sobie jednak popularności.

## Ważniejsze prace
(na podstawie materiałów źródłowych)
- Frédéric Chopin (Berlin 1905, 3. wydanie 1949)
- Geschichte der Musik (Berlin 1905; ang. tłum. Everybody’s Little History of Music Nowy Jork 1938)
- Geschichte der Motette (Lipsk 1908)
- Musikalische Formenlehre (Lipsk 1911, 5. wydanie 1952; ang. tłum. Musical Form Cambridge 1952)
- Erwin Lendvai (Berlin 1912)
- Ferruccio Busoni (Lipsk 1916)
- Analyse der Chopin’schen Klavierwerke (2 tomy, Berlin 1921–1922)
- Ignatz Waghalter (Nowy Jork 1924)
- Händel (Berlin-Stuttgart 1924)
- Music, History, and Ideas (Cambridge 1938)
- Serge Koussevitzky, The Boston Symphony Orchestra and the New American Music (Cambridge 1946)
- Music of the Western Nations (wyd. i uzup. przez Nicolasa Slonimsky’ego, Cambridge 1956)